# 東軟信息学院
東軟信息学院（とうなんしんそくがくいん、中国語簡体字: 东软信息学院、英語：Neusoft Institute of Information）は中国の大連、広州（南海）、成都にある主にIT教育を専門とする大学で、独立して運営されている。中国語の「信息」は情報の意味で、中国では単科大学はすべて「学院」と呼ばれるために、日本語では「東軟信息学院」「東軟情報大学」ともいっている。

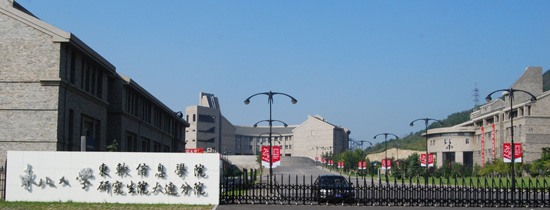
東軟信息学院 大連校

## 沿革
- 2000年、東軟グループが60パーセント、大連ソフトウェアパーク㈱が40パーセント出資で民間大学（私立大学）、東軟信息学院（東軟情報大学、英語：Neusoft Institute of Information）を、東北大学 (中国)の学部として大連に建設。

- 2001年に、南海分校（広東省、広州市近くの仏山市南海ソフトウェアパーク内）、また2003年に、成都分校（四川省の都江堰市青城山）にも開設。

- 2008年、5月の四川省地震のため成都校で学習ができなくなったため、7~8月の期間に大連校が3000人の学生を受け入れた。

## 概要
- 専攻は情報科学、情報管理、組込みソフト開発、アニメーション、英語、日本語などである。

- 大連校は毎年約4千人の学生を入れている。南海校は毎年約1,000人、成都校は約800人。

- - 学生はすべてノートパソコンを買わされており、実用的な教育を重んじている。図書館も「電子図書館」と呼ばれ、ノートパソコン持込み可で、電子的な資料も多い。

- - 欧米人の英語教師・日本人の日本語教師もいて、外国人留学生も受け入れている。

## 参照項目
- 東北大学 (中国)
- 大連校：遼寧省、大連
- 南海校：広東省、仏山市
- 成都校：四川省、都江堰市
- 投資：東軟グループ & 大連ソフトウェアパーク

## 参考
- 大前研一著『チャイナ・インパクト』（講談社、2002）
- 関満博編『中国の産学連携』（新評論、2007）